# Lokalna terapija
Lokalna terapija, lokalna primjena lijeka, topikalna primjena lijeka je terapija primjenom lijeka na određeno područje kože ili sluznice. Sredstva koja se primjenjuju uključuju ponajviše kreme, pjene, gelove, losione i masti.